# 曼德
曼德，是匈牙利索博尔奇-索特马尔-贝拉格州所辖的一个村。总面积5.17平方公里，总人口264，人口密度51.1人/平方公里（2011年1月1日）。